# Ronde van het Baskenland 2007
De Ronde van het Baskenland 2007 is een wielerwedstrijd die van 9 tot en met 14 april 2007 werd gehouden in het Baskenland. Het was de zevenenveertigste editie van deze wielerkoers.

## Etappe overzicht
| etappe | datum    | start           | eindstreep      | afstand   | winnaar        | land      |
| ------ | -------- | --------------- | --------------- | --------- | -------------- | --------- |
| 1e     | 9 april  | Urretxu         | Urretxu         | 139 km    | Juan José Cobo | Spanje    |
| 2e     | 10 april | Urretxu         | Karrantza       | 191,5 km  | Manuel Beltrán | Spanje    |
| 3e     | 11 april | Karrantza       | Vitoria-Gasteiz | 173 km    | Ángel Vicioso  | Spanje    |
| 4e     | 12 april | Vitoria-Gasteiz | Lekunberri      | 176 km    | Jens Voigt     | Duitsland |
| 5e     | 13 april | Lekunberri      | Oiartzun        | 169 km    | Juan José Cobo | Spanje    |
| 6e     | 14 april | Oiartzun        | Oiartzun        | 14 km (t) | Samuel Sánchez | Spanje    |

## Etappe-uitslagen

### 1e etappe
| Urretxu – Urretxu (139 km) | Urretxu – Urretxu (139 km) | Urretxu – Urretxu (139 km) | Urretxu – Urretxu (139 km) |
| rang                       | renner                     | land                       | tijd                       |
| -------------------------- | -------------------------- | -------------------------- | -------------------------- |
| 1                          | Juan José Cobo             | Spanje                     | 3u43'05"                   |
| 2                          | Constantino Zaballa        | Spanje                     | op 10"                     |
| 3                          | Óscar Sevilla              | Spanje                     | op 11"                     |
| 4                          | José Angel Gómez           | Spanje                     | op 13"                     |
| 5                          | Tadej Valjavec             | Slovenië                   | op 15"                     |
| 6                          | Alejandro Valverde         | Spanje                     | op 17"                     |
| 7                          | Koldo Gil                  | Spanje                     | z.t.                       |
| 8                          | Joaquím Rodríguez          | Spanje                     | z.t.                       |
| 9                          | Davide Rebellin            | Italië                     | z.t.                       |
| 10                         | Fränk Schleck              | Luxemburg                  | op 19"                     |

| Algemeen klassement | Algemeen klassement | Algemeen klassement | Algemeen klassement |
| rang                | renner              | land                | tijd                |
| ------------------- | ------------------- | ------------------- | ------------------- |
| 1                   | Juan José Cobo      | Spanje              | 3u43'05"            |
| 2                   | Constantino Zaballa | Spanje              | op 10"              |
| 3                   | Óscar Sevilla       | Spanje              | op 11"              |
| 4                   | José Angel Gómez    | Spanje              | op 13"              |
| 5                   | Tadej Valjavec      | Slovenië            | op 15"              |
| 6                   | Alejandro Valverde  | Spanje              | op 17"              |
| 7                   | Koldo Gil           | Spanje              | z.t.                |
| 8                   | Joaquím Rodríguez   | Spanje              | z.t.                |
| 9                   | Davide Rebellin     | Italië              | z.t.                |
| 10                  | Fränk Schleck       | Luxemburg           | op 19"              |

### 2e etappe
| Urretxu – Karrantza (191,5 km) | Urretxu – Karrantza (191,5 km) | Urretxu – Karrantza (191,5 km) | Urretxu – Karrantza (191,5 km) |
| rang                           | renner                         | land                           | tijd                           |
| ------------------------------ | ------------------------------ | ------------------------------ | ------------------------------ |
| 1                              | Manuel Beltrán                 | Spanje                         | 4u51'55"                       |
| 2                              | José Antonio Redondo           | Spanje                         | op 15"                         |
| 3                              | José Angel Gómez               | Spanje                         | op 19"                         |
| 4                              | Samuel Sánchez                 | Spanje                         | op 24"                         |
| 5                              | Koldo Gil                      | Spanje                         | z.t.                           |
| 6                              | Ángel Vicioso                  | Spanje                         | z.t.                           |
| 7                              | Juan José Cobo                 | Spanje                         | op 26"                         |
| 8                              | Fränk Schleck                  | Luxemburg                      | z.t.                           |
| 9                              | Tadej Valjavec                 | Slovenië                       | z.t.                           |
| 10                             | Davide Rebellin                | Italië                         | z.t.                           |

| Algemeen klassement | Algemeen klassement  | Algemeen klassement | Algemeen klassement |
| rang                | renner               | land                | tijd                |
| ------------------- | -------------------- | ------------------- | ------------------- |
| 1                   | Juan José Cobo       | Spanje              | 8u35'26"            |
| 2                   | José Angel Gómez     | Spanje              | op 6"               |
| 3                   | Manuel Beltrán       | Spanje              | z.t.                |
| 4                   | Koldo Gil            | Spanje              | op 15"              |
| 5                   | Tadej Valjavec       | Slovenië            | z.t.                |
| 6                   | Samuel Sánchez       | Spanje              | op 17"              |
| 7                   | Davide Rebellin      | Italië              | z.t.                |
| 8                   | Joaquím Rodríguez    | Spanje              | z.t.                |
| 9                   | Fränk Schleck        | Luxemburg           | op 19"              |
| 10                  | José Antonio Redondo | Spanje              | op 21"              |

### 3e etappe
| Karrantza – Vitoria-Gasteiz (173 km) | Karrantza – Vitoria-Gasteiz (173 km) | Karrantza – Vitoria-Gasteiz (173 km) | Karrantza – Vitoria-Gasteiz (173 km) |
| rang                                 | renner                               | land                                 | tijd                                 |
| ------------------------------------ | ------------------------------------ | ------------------------------------ | ------------------------------------ |
| 1                                    | Ángel Vicioso                        | Spanje                               | 4u04'06"                             |
| 2                                    | Francisco Vila                       | Spanje                               | z.t.                                 |
| 3                                    | Iker Camaño                          | Spanje                               | z.t.                                 |
| 4                                    | Hubert Dupont                        | Frankrijk                            | z.t.                                 |
| 5                                    | Bram Tankink                         | Nederland                            | z.t.                                 |
| 6                                    | Isidro Nozal                         | Spanje                               | z.t.                                 |
| 7                                    | José Luis Rubiera                    | Spanje                               | op 3"                                |
| 8                                    | Morris Possoni                       | Italië                               | op 5"                                |
| 9                                    | Jens Voigt                           | Duitsland                            | op 58"                               |
| 10                                   | Iker Flores                          | Spanje                               | z.t.                                 |

| Algemeen klassement | Algemeen klassement | Algemeen klassement | Algemeen klassement |
| rang                | renner              | land                | tijd                |
| ------------------- | ------------------- | ------------------- | ------------------- |
| 1                   | Ángel Vicioso       | Spanje              | 12u39'58"           |
| 2                   | Bram Tankink        | Nederland           | op 2'00"            |
| 3                   | Juan José Cobo      | Spanje              | op 2'14"            |
| 4                   | José Angel Gómez    | Spanje              | op 2'20"            |
| 5                   | Manuel Beltrán      | Spanje              | z.t.                |
| 6                   | Tadej Valjavec      | Slovenië            | op 2'29"            |
| 7                   | Koldo Gil           | Spanje              | z.t.                |
| 8                   | Joaquím Rodríguez   | Spanje              | op 2'31"            |
| 9                   | Samuel Sánchez      | Spanje              | z.t.                |
| 10                  | Davide Rebellin     | Italië              | z.t.                |

### 4e etappe
| Vitoria-Gasteiz – Lekunberri (176 km) | Vitoria-Gasteiz – Lekunberri (176 km) | Vitoria-Gasteiz – Lekunberri (176 km) | Vitoria-Gasteiz – Lekunberri (176 km) |
| rang                                  | renner                                | land                                  | tijd                                  |
| ------------------------------------- | ------------------------------------- | ------------------------------------- | ------------------------------------- |
| 1                                     | Jens Voigt                            | Duitsland                             | 4u32'15"                              |
| 2                                     | José Angel Gómez                      | Spanje                                | op 1'39"                              |
| 3                                     | Alejandro Valverde                    | Spanje                                | op 1'53"                              |
| 4                                     | Rinaldo Nocentini                     | Italië                                | z.t.                                  |
| 5                                     | Damiano Cunego                        | Italië                                | z.t.                                  |
| 6                                     | Cadel Evans                           | Australië                             | z.t.                                  |
| 7                                     | Alberto Contador                      | Spanje                                | z.t.                                  |
| 8                                     | Davide Rebellin                       | Italië                                | z.t.                                  |
| 9                                     | Samuel Sánchez                        | Spanje                                | z.t.                                  |
| 10                                    | Giampaolo Caruso                      | Italië                                | z.t.                                  |

| Algemeen klassement | Algemeen klassement | Algemeen klassement | Algemeen klassement |
| rang                | renner              | land                | tijd                |
| ------------------- | ------------------- | ------------------- | ------------------- |
| 1                   | Ángel Vicioso       | Spanje              | 17u14'26"           |
| 2                   | José Angel Gómez    | Spanje              | op 1'46"            |
| 3                   | Juan José Cobo      | Spanje              | op 1'54"            |
| 4                   | Tadej Valjavec      | Slovenië            | op 2'09"            |
| 5                   | Koldo Gil           | Spanje              | z.t.                |
| 6                   | Joaquím Rodríguez   | Spanje              | op 2'11"            |
| 7                   | Samuel Sánchez      | Spanje              | z.t.                |
| 8                   | Davide Rebellin     | Italië              | z.t.                |
| 9                   | Fränk Schleck       | Luxemburg           | op 2'13"            |
| 10                  | Damiano Cunego      | Italië              | op 2'17"            |

### 5e etappe
| Lekunberri – Oiartzun (169 km) | Lekunberri – Oiartzun (169 km) | Lekunberri – Oiartzun (169 km) | Lekunberri – Oiartzun (169 km) |
| rang                           | renner                         | land                           | tijd                           |
| ------------------------------ | ------------------------------ | ------------------------------ | ------------------------------ |
| 1                              | Juan José Cobo                 | Spanje                         | 4u18'38"                       |
| 2                              | Samuel Sánchez                 | Spanje                         | op 1'03"                       |
| 3                              | Koldo Gil                      | Spanje                         | op 1'38"                       |
| 4                              | Davide Rebellin                | Italië                         | op 1'50"                       |
| 5                              | Joaquím Rodríguez              | Spanje                         | z.t.                           |
| 6                              | Tadej Valjavec                 | Slovenië                       | z.t.                           |
| 7                              | Fränk Schleck                  | Luxemburg                      | z.t.                           |
| 8                              | Damiano Cunego                 | Italië                         | op 1'53"                       |
| 9                              | Ángel Vicioso                  | Spanje                         | op 1'55"                       |
| 10                             | Alejandro Valverde             | Spanje                         | op 1'57"                       |

| Algemeen klassement | Algemeen klassement | Algemeen klassement | Algemeen klassement |
| rang                | renner              | land                | tijd                |
| ------------------- | ------------------- | ------------------- | ------------------- |
| 1                   | Juan José Cobo      | Spanje              | 21u34'58"           |
| 2                   | Ángel Vicioso       | Spanje              | op 1"               |
| 3                   | Samuel Sánchez      | Spanje              | op 1'20"            |
| 4                   | Koldo Gil           | Spanje              | op 1'53"            |
| 5                   | Tadej Valjavec      | Slovenië            | op 2'05"            |
| 6                   | Joaquím Rodríguez   | Spanje              | op 2'07"            |
| 7                   | Davide Rebellin     | Italië              | z.t.                |
| 8                   | Fränk Schleck       | Luxemburg           | op 2'09"            |
| 9                   | Damiano Cunego      | Italië              | op 2'16"            |
| 10                  | Alejandro Valverde  | Spanje              | op 2'24"            |

### 6e etappe
| Oiartzun – Oiartzun (individuele tijdrit over 14 km) | Oiartzun – Oiartzun (individuele tijdrit over 14 km) | Oiartzun – Oiartzun (individuele tijdrit over 14 km) | Oiartzun – Oiartzun (individuele tijdrit over 14 km) |
| rang                                                 | renner                                               | land                                                 | tijd                                                 |
| ---------------------------------------------------- | ---------------------------------------------------- | ---------------------------------------------------- | ---------------------------------------------------- |
| 1                                                    | Samuel Sánchez                                       | Spanje                                               | 21'36"                                               |
| 2                                                    | Alberto Contador                                     | Spanje                                               | op 2"                                                |
| 3                                                    | Juan José Cobo                                       | Spanje                                               | op 4"                                                |
| 4                                                    | Damiano Cunego                                       | Italië                                               | op 14"                                               |
| 5                                                    | Alejandro Valverde                                   | Spanje                                               | op 22"                                               |
| 6                                                    | Ángel Vicioso                                        | Spanje                                               | op 40"                                               |
| 7                                                    | José Angel Gómez                                     | Spanje                                               | op 41"                                               |
| 8                                                    | Egoi Martínez                                        | Spanje                                               | op 47"                                               |
| 9                                                    | Davide Rebellin                                      | Italië                                               | z.t.                                                 |
| 10                                                   | Cadel Evans                                          | Australië                                            | op 55"                                               |

## Eindklassementen

### Algemeen
|    | Renner              | Land | Ploeg                | Tijd        | Pro Tour Punten |
| -- | ------------------- | ---- | -------------------- | ----------- | --------------- |
| 1  | Juan José Cobo      | ESP  | Saunier Duval-Prodir | 21u 56' 38" | 50              |
| 2  | Ángel Vicioso       | ESP  | Relax                | op 37"      | 40              |
| 3  | Samuel Sánchez      | ESP  | Euskaltel-Euskadi    | op 1' 16"   | 35              |
| 4  | Damiano Cunego      | ITA  | Lampre-Fondital      | op 2' 26"   | 30              |
| 5  | Alejandro Valverde  | ESP  | Caisse d'Epargne     | op 2' 42"   | 25              |
| 6  | Davide Rebellin     | ITA  | Gerolsteiner         | op 2' 50"   | 20              |
| 7  | Tadej Valjavec      | SLO  | Lampre-Fondital      | op 2' 57"   | 15              |
| 8  | Fränk Schleck       | LUX  | Team CSC             | op 3' 13"   | 10              |
| 9  | Joaquím Rodríguez   | ESP  | Caisse d'Epargne     | op 3' 21"   | 5               |
| 10 | Koldo Gil           | ESP  | Saunier Duval-Prodir | op 3' 41"   | 1               |
| 11 | Antonio Colom       | ESP  | Astana               | op 3' 47"   |                 |
| 12 | José Angel Gómez    | ESP  | Saunier Duval-Prodir | op 5' 27"   |                 |
| 13 | Cadel Evans         | AUS  | Predictor-Lotto      | op 6' 02"   |                 |
| 14 | Alberto Contador    | ESP  | Discovery Channel    | op 6' 07"   |                 |
| 15 | Bernhard Kohl       | AUT  | Gerolsteiner         | op 6' 48"   |                 |
| 16 | Manuel Beltrán      | ESP  | Liquigas             | op 6' 55"   |                 |
| 17 | Óscar Sevilla       | ESP  | Relax-Gam            | op 8' 28"   |                 |
| 18 | Mikel Astarloza     | ESP  | Euskaltel-Euskadi    | op 8' 49"   |                 |
| 19 | Iker Camano         | ESP  | Saunier Duval-Prodir | op 9' 25"   |                 |
| 20 | Aleksandr Botsjarov | RUS  | Crédit Agricole      | op 10' 23"  |                 |

### Berg
|    | Renner               | Land | Ploeg                | Punten |
| -- | -------------------- | ---- | -------------------- | ------ |
| 1  | Aitor Hernández      | ESP  | Euskaltel-Euskadi    | 53     |
| 2  | Manuel Beltrán       | ESP  | Liquigas             | 40     |
| 3  | Mikel Astarloza      | ESP  | Euskaltel-Euskadi    | 39     |
| 4  | Juan José Cobo       | ESP  | Saunier Duval-Prodir | 38     |
| 5  | Javier Ramirez       | ESP  | Fuenlabrada          | 23     |
| 6  | Jens Voigt           | GER  | Team CSC             | 22     |
| 7  | Samuel Sánchez       | ESP  | Euskaltel-Euskadi    | 19     |
| 8  | Carlos Barredo       | ESP  | QuickStep-Innergetic | 19     |
| 9  | José Antonio Redondo | ESP  | Astana               | 19     |
| 10 | Óscar Sevilla        | ESP  | Relax-Gam            | 10     |

### Punten
|    | Renner             | Land | Ploeg                | Punten |
| -- | ------------------ | ---- | -------------------- | ------ |
| 1  | Juan José Cobo     | ESP  | Saunier Duval-Prodir | 78     |
| 2  | Samuel Sánchez     | ESP  | Euskaltel-Euskadi    | 71     |
| 3  | José Angel Gómez   | ESP  | Saunier Duval-Prodir | 59     |
| 4  | Ángel Vicioso      | ESP  | Relax-Gam            | 52     |
| 5  | Alejandro Valverde | ESP  | Caisse d'Epargne     | 47     |
| 6  | Davide Rebellin    | ITA  | Gerolsteiner         | 42     |
| 7  | Damiano Cunego     | ITA  | Lampre               | 40     |
| 8  | Koldo Gil          | ESP  | Saunier Duval-Prodir | 37     |
| 9  | Tadej Valjavec     | SLO  | Lampre               | 34     |
| 10 | Alberto Contador   | ESP  | Discovery Channel    | 33     |

### Tussensprints
|   | Renner        | Land | Ploeg                  | Punten |
| - | ------------- | ---- | ---------------------- | ------ |
| 1 | Iker Flores   | ESP  | Fuerteventura-Canarias | 9      |
| 2 | Jens Voigt    | GER  | Team CSC               | 9      |
| 3 | Mikel Artetxe | ESP  | Fuerteventura-Canarias | 8      |

### Ploegen
|   | Ploeg                | Land | Tijd        |
| - | -------------------- | ---- | ----------- |
| 1 | Saunier Duval-Prodir | ESP  | 65u 55' 37" |
| 2 | Caisse d'Epargne     | ESP  | 10' 29"     |
| 3 | Lampre-Fondital      | ITA  | 10' 53"     |

## Klassementsleiders
| Etappe (Winnaar)          | Algemeen Klassement | Bergklassement  | Tussensprintklassement | Ploegenklassement    |
| ------------------------- | ------------------- | --------------- | ---------------------- | -------------------- |
| Etappe 1 (Juan José Cobo) | Juan José Cobo      | Aitor Hernández | Vicente Ballester      | Saunier Duval-Prodir |
| Etappe 2 (Manuel Beltrán) | Juan José Cobo      | Manuel Beltrán  | Vicente Ballester      | Saunier Duval-Prodir |
| Etappe 3 (Ángel Vicioso)  | Ángel Vicioso       | Aitor Hernandez | Iker Flores            | Lampre-Fondital      |
| Etappe 4 (Jens Voigt)     | Ángel Vicioso       | Aitor Hernandez | Iker Flores            | Lampre-Fondital      |
| Etappe 5 (Juan José Cobo) | Juan José Cobo      | Aitor Hernandez | Iker Flores            | Saunier Duval-Prodir |
| Etappe 6 (Samuel Sánchez) | Juan José Cobo      | Aitor Hernandez | Iker Flores            | Saunier Duval-Prodir |
| Eindklassementen          | Juan José Cobo      | Aitor Hernández | Iker Flores            | Saunier Duval-Prodir |

Mannen:
1924 · 1925 · 1926 · 1927 · 1928 · 1929 · 1930 · 1931–1934 · 1935 · 1936–1968 · 1969 · 1970 · 1971 · 1972 · 1973 · 1974 · 1975 · 1976 · 1977 · 1978 · 1979 · 1980 · 1981 · 1982 · 1983 · 1984 · 1985 · 1986 · 1987 · 1988 · 1989 · 1990 · 1991 · 1992 · 1993 · 1994 · 1995 · 1996 · 1997 · 1998 · 1999 · 2000 · 2001 · 2002 · 2003 · 2004 · 2005 · 2006 · 2007 · 2008 · 2009 · 2010 · 2011 · 2012 · 2013 · 2014 · 2015 · 2016 · 2017 · 2018 · 2019 · 2020 · 2021 · 2022 · 2023 · 2024 · 2025
Vrouwen: 
2022 · 2023 · 2024 · 2025
 Parijs-Nice · 
 Tirreno-Adriatico · 
 Milaan-San Remo · 
 Ronde van Vlaanderen · 
 Ronde van het Baskenland · 
 Gent-Wevelgem · 
 Parijs-Roubaix · 
 Amstel Gold Race · 
 Waalse Pijl · 
 Luik-Bastenaken-Luik · 
 Ronde van Romandië · 
 Ronde van Italië · 
 Ronde van Catalonië · 
 Critérium du Dauphiné Libéré · 
 Ronde van Zwitserland · 
 Ploegentijdrit Eindhoven · 
 Ronde van Frankrijk · 
 Clásica San Sebastián · 
 Ronde van Duitsland · 
 Vattenfall Cyclassics · 
  ENECO Tour · 
 GP Ouest France-Plouay · 
 Ronde van Spanje · 
 Ronde van Polen · 
 Kampioenschap van Zürich · 
 Parijs-Tours · 
 Ronde van Lombardije